# Julie Covington
Julie Covington (Londra, 11 settembre 1947) è una cantante e attrice britannica, celebre per aver registrato la versione originale di Don't Cry for Me, Argentina.

## Filmografia
- Ascendancy, regia di Edward Bennett (1982)

## Discografia

### Solista
- While The Music Lasts (1967)
- The Party's Moving On (1969)
- The Beautiful Changes (1971)
- Julie Covington (1978)
- Julie Covington Plus (1978)
- The Beautiful Changes Plus (1999)

### Soundtrack e raccolte
- Godspell - Original Cast Recording (1972)
- The Adventures of Barry McKenzie (1972)
- Evita (1976)
- Rock Follies Series 1 (1976)
- The Mermaid Frolics (1977)
- Rock Follies Series 2 (1977)
- The War of the Worlds (1978)
- Guys and Dolls National cast recording (1982)
- The Wildcliffe Bird (audio book) (1991)
- Guys and Dolls (1992)
- The War of the Worlds - Original - CD (2000)
- The War of the Worlds - 5.1 Remastered Edition (2005)
- The War of the Worlds - 7 disc Collectors Edition (2005)

## Singoli
- The Magic Wasn't There, Tonight Your Love Is Over (1970)
- The Way Things Ought To Be (1970)
- Day by Day (1972)
- Two Worlds Apart (demo single) (1973)
- Don't Cry for Me, Argentina (1976)
- Only Women Bleed  (1977)
- (I Want To See The) Bright Lights (1978)
- Housewives' Choice  (1982)